# روي ماكاي
روي رودولفوس أنتون ماكاي (بالهولندية: Roy Makaay) من مواليد 9 مارس 1975 لاعب نادي بايرن ميونخ الألماني. بدأ روي مكاي مسيرته مع كرة القدم في عام 1995 مع نادي فيتيس أرنيهم الهولندي، ولعب لهم لمدة موسمين، شارك خلالهما في 65 مباراة وسجل فيها 30 هدف، وبعدها انتقل إلى نادي تينريفي الإسباني ولعب معهم لمدة موسمين، وشارك في 72 مباراة وسجل 21 هدف، وفي عام 1999 انضم إلى نادي ديبورتيفو لاكارونا واستطاع أن يتألق مع النادي، حيث فاز بالكرة الذهبية التي تقدم لأفضل هداف في البطولات الأوروبية في موسم 2002/2003. وترك نادي ديبورتيفو لاكارونا في عام 2003 وانتقل إلى نادي بايرن ميونخ الألماني ثم انتقل حديثاً إلى نادي فينورد الهولندي..بعد أن أصبح بايرن منونخ يعج بالنجوم الذين التحقو به هذه السنة، بعد أن لعب 137 مباراة وسجل فيها 79 هدف. لعب مكاي مع منتخب هولندا لكرة القدم 42 مباراة وسجل فيها 6 أهداف، ويعود السبب في ذلك إلى تواجد العديد من اللاعبين المميزين في خط الهجوم مثل رود فان نستلروي ودينيس بيركامب وباتريك كلايفرت ولم يتم استدعاء اللاعب الهولندي حالياً إلى المنتخب وذلك لوجود عناصر شابة كثيرة مثل ديرك كاوت وريان بابل وروبن فان بيرسي، ويشكّل اللاعب هجوماً خطيراً في الفريق مع أبرز زملاءه في النادي وهم سيباستيان دايسلر وكلاوديو بيزارو ولوكاس بودولسكي.
- مسيرته الكروية

لعب روي ماكاي خلال مسيرته الاحترافية مع 5 أندية في سبعة عشر موسمًا وسجل خلالها 256 هدف ضمن 526 مباراة. حيث فاز في أربعة مواسم بالكأس وفي ثلاثة مواسم بالدوري.
خاض روي ماكاي مسيرته مع نادي فيتيسه آرنهم في موسم 1993–94 ليلعب معه أربعة مواسم، مشاركًا في 109 مباراة سجل خلالها 42 هدفًا. ثم انتقل إلى نادي تينيريفي في موسم 1997–98 ولمدة موسمين، حيث شارك في 72 مباراة سجل خلالها 21 هدفًا. لينتقل بعدها إلى نادي ديبورتيفو لاكورونيا في موسم 1999–00 ليلعب معه أربعة مواسم، مشاركًا في 133 مباراة سجل خلالها 79 هدفًا. ثم انتقل إلى نادي بايرن ميونخ في موسم 2003–04 ليلعب معه أربعة مواسم، مشاركًا في 129 مباراة سجل خلالها 78 هدفًا. هذا وانتقل لاحقًا إلى نادي فاينورد في موسم 2007–08 واستمر معه طيلة ثلاثة مواسم، مشاركًا في 83 مباراة سجل خلالها 36 هدفًا.
اهم انجاز
سجل اسرع هدف في تاريخ دوري ابطال اوروبا

## روابط خارجية
- روي ماكاي على موقع الاتحاد الدولي (مؤرشف)  (الإنجليزية)
- روي ماكاي على موقع الاتحاد الأوربي (الإنجليزية)
- روي ماكاي على موقع قاعدة بيانات كرة القدم.إي يو (الإنجليزية)
- روي ماكاي على موقع ليكيب (الفرنسية)
- روي ماكاي على موقع ناشيونال فوتبول تيمز (الإنجليزية)
- روي ماكاي على موقع Soccerway.com (الإنجليزية)
- روي ماكاي على موقع عالم كرة القدم.نت (الإنجليزية)
- روي ماكاي على موقع أوليمبيديا (الإنجليزية)